# 理查德·托馬斯·羅威
理查德·托馬斯·羅威（英語：Richard Thomas Lowe，1802年—1874年）是一名英國科學家、植物學家、魚類學家、軟體動物學家和牧師。1825年，他畢業於劍橋大學基督學院，同年接受聖職。1832年，他成為馬德拉群島的牧師，同時也是兼職博物學家，廣泛研究當地的動植物。他寫了一本關於馬德拉植物的書。1874年，他乘坐的船隻在夕利群島附近失事，他因此去世。

## 備註
1. ↑  . . University of Cambridge.